# 施拉博恩湖

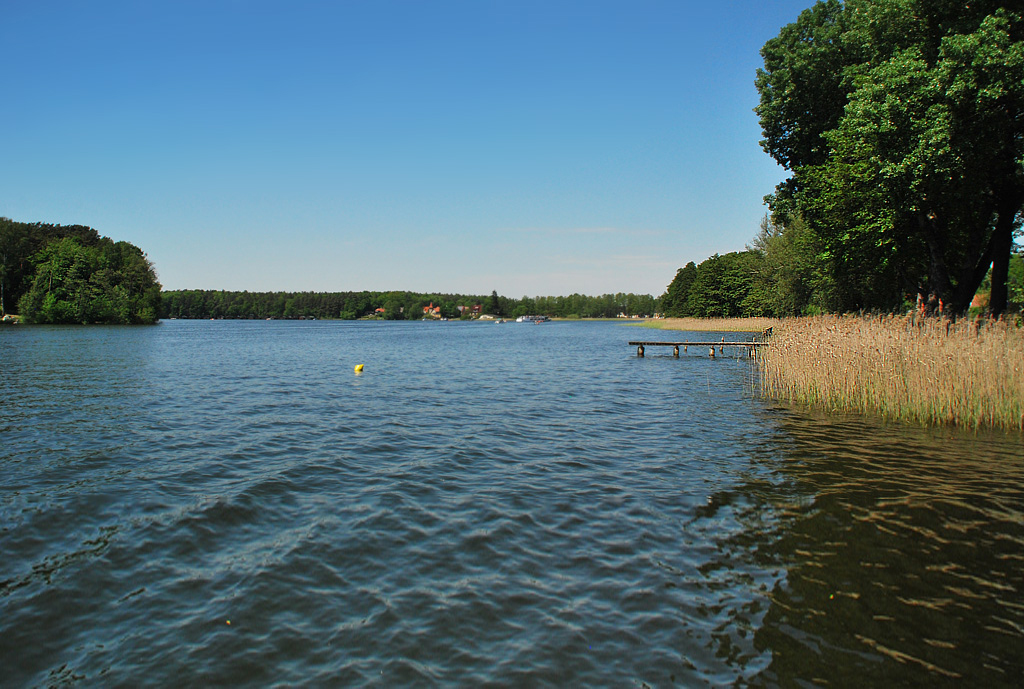

53°09′08″N 12°52′31″E / 53.152187°N 12.875341°E
施拉博恩湖（德語：Schlabornsee），是德國的湖泊，位於該國西南部，由勃蘭登堡州負責管轄，長1.3公里、寬1.1公里，面積0.57平方公里，海拔高度55.8米，最大水深9米，水體容量306萬立方米。